# Taiarapu-Ouest
Taiarapu-Ouest est une commune de la Polynésie française dans l'île de Tahiti.

## Géographie

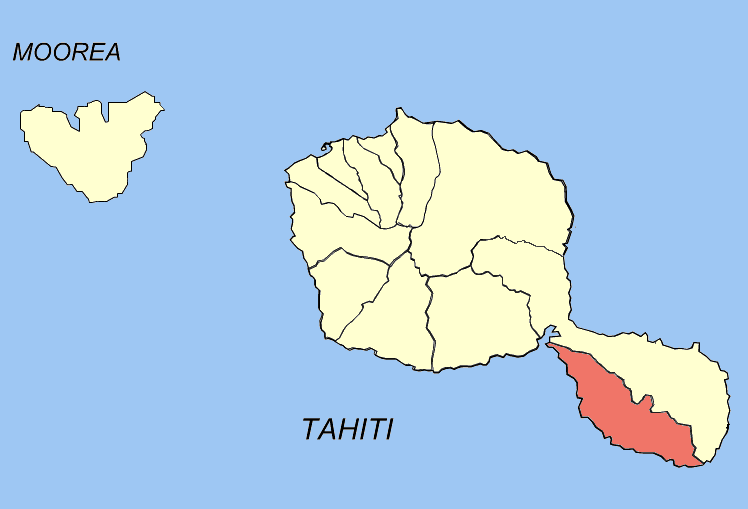
Localisation de la commune de Taiarapu-Ouest (en rouge).

Située sur la presqu'île de Taiarapu, elle comprend aujourd'hui[Quand ?] les communes associées de Teahupoo (1 419 habitants en 2017), Toahotu (3 769 habitants en 2017) et Vairao (2 890 habitants en 2017).

## Histoire
La collectivité territoriale est créée le 17 mai 1972 avec trois communes associées qui ont chacune un maire délégué. C'est une ancienne commune associée de Taravao et d'Afaahiti[réf. nécessaire].
La commune a accueilli sur le spot de surf de Teahupo'o les épreuves de surf des Jeux olympiques d'été de 2024.

## Politique et administration

### Liste des maires
| Période      | Période      | Identité            | Étiquette         | Qualité |
| ------------ | ------------ | ------------------- | ----------------- | --- |
| 1972         | 2002         | Roger Doom          |                   | Enseignant, 1er maire Membre de l'Assemblée de la Polynésie française (1982 → 1991) Président de l'Assemblée de la Polynésie française (1987 → 1988) |
| 2002         | 2014         | Clarenntz Vernaudon | UPLD / Te Aho Api | |
| 2014         | juillet 2020 | Wilfred Tavaearii   | Tapura huiraatira | |
| juillet 2020 | En cours     | Tetuanui Hamblin    |                   | |

La mairie est située à Vairao.

## Démographie
L'évolution du nombre d'habitants est connue à travers les recensements de la population effectués dans la commune depuis 1971. À partir de 2006, les populations légales des communes sont publiées annuellement par l'Insee, mais la loi relative à la démocratie de proximité du 27 février 2002 a, dans ses articles consacrés au recensement de la population, instauré des recensements de la population tous les cinq ans en Nouvelle-Calédonie, en Polynésie française, à Mayotte et dans les îles Wallis-et-Futuna, ce qui n’était pas le cas auparavant. Pour la commune, le premier recensement exhaustif entrant dans le cadre du nouveau dispositif a été réalisé en 2002, les précédents recensements ont eu lieu en 1996, 1988, 1983, 1977 et 1971.
En 2017, la commune comptait 8 078 habitants, en augmentation de 5,75 % par rapport à 2012
| 1971  | 1977  | 1983  | 1988  | 1996  | 2002  | 2007  | 2012  | 2017  |
| ----- | ----- | ----- | ----- | ----- | ----- | ----- | ----- | ----- |
| 2 576 | 2 856 | 3 564 | 4 207 | 5 024 | 6 081 | 7 002 | 7 639 | 8 078 |

| 2022  | - | - | - | - | - | - | - | - |
| ----- | - | - | - | - | - | - | - | - |
| 8 371 | - | - | - | - | - | - | - | - |

## Lieux et monuments
- Église Saint-Benoît de Teahupoo.
- Église Sainte-Thérèse de Vairao.